# Åke Johansson
Åke Johansson est un footballeur suédois né le 13 mars 1928 à Norrköping, et mort le 21 décembre 2014 dans la même ville. Il évoluait au poste de défenseur.
Il a été finaliste de la Coupe du monde 1958 avec l'équipe de Suède.